# Hamza Yiğit Akman
Hamza Yiğit Akman (Şişli, 27 september 2004) is een Turkse voetballer.

## Clubcarrière
Na alle jeugdelftallen te hebben doorlopen bij Galatasaray, tekende hij op 8 september 2021 zijn eerste professionele contract bij de club. Op 13 augustus 2022 maakte hij zijn debuut tijdens een competitiewedstrijd tegen Giresunspor. Hij mocht invallen in de 82e minuut, maar kon niet voorkomen dat de wedstrijd met 0-1 werd verloren. Hij scoorde zijn eerste professionele doelpunt in de bekerwedstrijd tegen Kastamonuspor 1966. Hij maakte de 7-0 in de 81e minuut. Zijn contract bij Galatasaray werd niet verlengd in 2024. Hij tekende vervolgens bij het Deense SønderjyskE.

## Erelijst
| Süper Lig | 1x | 2022/23 |

## Persoonlijk
Hamza Yiğit is de zoon van oud-voetballer Ayhan Akman, broer van voetballer Efe Akman en neef van voetballer Ali Akman.